# Corrhenodes marmoratus
Corrhenodes marmoratus là một loài bọ cánh cứng trong họ Cerambycidae.